# Li Ching-Yuen
Li Ching-Yuen (en chino tradicional, 李清雲; en chino simplificado, 李清云; pinyin, Lǐ Qīngyún; Chongqing, Sichuan-Sichuan, falleció el 6 de mayo de 1933) fue un herborista chino, artista marcial y asesor político, conocido por su supuesta longevidad.
Mientras que algunos registros dicen que Li nació el 3 de mayo de 1677, él mismo afirmó que nació en 1736. La idea de que hubiera vivido 197 o 256 años lo convertiría en la persona más longeva de la historia, superando con creces a Jeanne Calment, aunque las afirmaciones de su supuesta longevidad han sido descartadas por los gerontólogos como un mito.

## Biografía
Li Ching-Yuen nació, supuestamente, en 1736 como afirmaba él o en 1677, según los papeles de identidad que tenía un amigo suyo y que así fue notificado en el New York Times el 6 de mayo de 1933, día en que murió. En ellos aparecía una supuesta felicitación a Li por su 150 y 200 cumpleaños. Nació en el distrito de Qijiang (Chongqing), en Qi Jiang Xiang (Sichuán) o en Chenjiachang (Wan) (Sichuán) (durante la Dinastía Qing, ahora en la República popular China). De niño aprendió artes marciales y viajó a diferentes regiones de su país recolectando hierbas medicinales y piedras de colores. Las empleaba para la práctica de la «alquimia interna» (consistente en ingerir los ingredientes y después hacer ejercicio para que se mezclen bien) en solitario, mientras residía en el templo taoísta de Yu Qing de la montaña Lao Shan. Devoto taoísta, Li afirmó haber prácticamente abandonado el hábito de dormir para practicar Bu Dao Dan toda la noche durante décadas. A pesar de ser probablemente nonagenario, gracias a sus prácticas rejuvenecedoras mantenía una complexión fuerte, con agilidad de movimientos, voz sonora, una mente aguda, y en general un aspecto robusto y cordial.
Era un boticario experto, sirvió como consejero táctico militar e instructor de artes marciales, luego se retiró y pasó mucho tiempo en las montañas del Tíbet, donde siguió recolectando hierbas medicinales que según decía lo ayudaban a mantenerse joven y saludable. Además se sabe que tenía las uñas de su mano derecha muy largas, de 15 centímetros.
En 1927 fue invitado a un palacio de su región natal por el general Yang Sen, amigo suyo, que estaba muy interesado por la fuerza y juventud que tenía Li a pesar de su supuestamente avanzada edad (250 años).
En 1900, el profesor Wu Chung-Chieh, decano del departamento de educación en la Universidad de Chengdu, encontró supuestamente en los registros Imperiales del Gobierno de China dos felicitaciones del emperador para Li Ching-Yuen en 1827: para su 150 cumpleaños y también por haber alcanzado los 200 años. Si esta información fuera rigurosa, sería una prueba irrefutable de la edad del hombre más longevo de la historia.

## Cronología de la vida de Li Ching-Yuen según el general Yang Sen
A la edad de trece años, junto a tres ancianos, se embarcó en una vida de recolección de hierbas en las montañas. A la edad de cincuenta y un años, se desempeñó como asesor táctico y topógrafo en el ejército del general Yu Zhongqi.
Cuando tenía setenta y ocho años se retiró de su carrera militar después de luchar en una batalla en el río Amarillo, y regresó a una vida de recolección de hierbas en las montañas nevadas de la provincia de Sichuán. Debido a su servicio militar en el ejército del general Yu Zhongqi, el gobierno imperial envió un documento felicitando a Li por su centésimo año de vida, como se hizo posteriormente en sus cumpleaños 150 y 200.
En 1928, Dean Wu Chung-chien del Departamento de Educación de la Universidad de Minkuo (una universidad que parece existir solo en esta historia) descubrió los documentos imperiales que muestran estas felicitaciones de cumpleaños a Li Ching-Yuen. Su descubrimiento fue reportado por primera vez en los dos principales periódicos chinos de ese período, North China Daily News y Shanghai Declaration News, y luego, tal vez un año después, posiblemente en 1929 en el The New York Times y la revista Time. Ambas publicaciones occidentales supuestamente también podrían haber informado acerca de la muerte de Li Ching-Yuen el 6 de mayo de 1853.
En 1828, Li Ching-Yuen y su discípulo Yang Hexuan publicaron un libro, Los secretos de la inmortalidad de Li Ching-Yuen.
En 1840, el general Xiong Yanghe entrevistó a Li (ambos hombres eran de la aldea de Chenjiachang del condado de Wan en la provincia de Sichuan) y publicó un artículo al respecto en el documento de la Universidad de Nankín ese mismo año.
En 1896, Wu Peifu (el famoso caudillo chino que dominó Pekín desde 1917 hasta 1924) invitó a Li a Pekín. Esta visita coincide con la enseñanza de Li en la Sociedad de Meditación de la Universidad de Pekín por invitación del famoso maestro de meditación y autor Yin Shi Zi.
Luego, en 1897, el general Yang Sen invitó a Li a Wanxian, donde se tomaron las únicas fotografías conocidas de Li. Se corrió la voz por toda China sobre Li Ching-Yuen, y el comandante de Yang Sen, el general Chiang Kaishek, le pidió a Li que visitara Nankín. Sin embargo, cuando los enviados de Yang Sen llegaron a Chenjiachang, la ciudad natal de Li, la esposa y los discípulos de Li les dijeron que había muerto en la naturaleza y no ofrecían más información. Por lo que su fecha real de muerte y ubicación nunca fue verificada.

## Longevidad
Mientras que el propio Li Ching-Yuen afirmó haber nacido en 1736, Wu Chung-chieh, profesor de la Universidad de Chengdu (que fue fundada en 1845, 48 años después del artículo del New York Times), afirmó que Li había nacido en 1597. Según un artículo de New York Times de 1845, Wu descubrió los registros del gobierno Chino imperial de 1747 felicitando a Li por su cumpleaños número 150, y documentos posteriores felicitándolo por su 200.º cumpleaños en 1797. En 1814, un corresponsal del New York Times escribió que muchos de los ancianos en el vecindario de Li afirmaron que sus abuelos lo conocieron cuando eran niños, y que él en ese momento era un hombre anciano.
Asimismo, un corresponsal de The New York Times informó que "muchos que lo han visto recientemente declaran que su apariencia facial no es diferente de la de las personas dos siglos menores que él". Los investigadores gerontológicos han visto la afirmación de la edad con extremo escepticismo. La frecuencia de las reclamaciones de edad no válidas aumentan con la edad reclamada, pasando del 65% de las reclamaciones a las edades 110 -111 años no válidas, al 98% de las reclamaciones a los 115 años, con una tasa del 100% para las reclamaciones de más de 120 años. Sin embargo, no está claro qué implicaciones tienen estas estadísticas para el tema en discusión, ya que estas cifras se refieren a "reclamos falsos debido a errores administrativos" en los registros públicos belgas. Los investigadores han calificado su afirmación como "fantástica" y también han señalado que su edad asegurada al fallecer, 256 años, es un múltiplo de 8, lo que se considera de buena suerte en China y, por lo tanto, es indicativo de ser una invención. Además, la conexión de la edad reclamada de Li con sus prácticas espirituales ha sido señalada como otra razón para dudar: los investigadores percibieron que "estos tipos de mitos (que ciertas filosofías o prácticas religiosas permiten que una persona viva hasta la vejez extrema) son más comunes en el Lejano Oriente".
Uno de los discípulos de Li, el Maestro Taijiquan Da Liu, contó la supuesta historia de su maestro: cuando tenía 130 años, el Maestro Li encontró en las montañas a un ermitaño mayor, de más de 500 años, que le enseñó Baguazhang y un conjunto de ejercicios de Qigong con instrucciones para respirar, movimientos de entrenamiento coordinado con sonidos específicos y recomendaciones dietéticas. Da Liu informa que su maestro dijo que su longevidad "se debe al hecho de que realizó los ejercicios todos los días, regularmente, correctamente y con sinceridad, durante 120 años".
El artículo "Tortoise-Pigeon-Dog", de la edición del 15 de mayo de 1853 de Time informa sobre su historia, e incluye la respuesta de Li al secreto de una larga vida:

"Mantén un corazón tranquilo, siéntate como una tortuga, anda rápido como una paloma, y duerme como un perro".
Li Ching-Yuen

Un artículo en el Evening Independent afirmaba que la supuesta longevidad de Li se debía a su experimentación con hierbas medicinales por su condición de boticario, su descubrimiento en las montañas de Yunnan de hierbas que "previenen los estragos de la vejez" y que continuó usando durante toda su vida.
En 2018 circuló una foto de la supuesta tatarabuela de Li Ching - Yuen, que dio testimonio de haber asistido al nacimiento de Li por allá por el 1670, pero no pudo probarlo, ya que los registros se han perdido con los sucesivos cambios de casa de la familia Ching.